# Oki Electric Industry
Oki Electric Industry Co., Ltd. (japonsko 沖電気工業株式会社 Oki Denki Kōgyō Kabushiki-gaisha) so ustanovili na Japonskem leta 1881. 
Razvila se je v mednarodno družbo, ki v 25 državah zaposluje 18.000 uslužbencev. V letu 2010 je imela 4,8 milijarde dolarjev prihodkov. Danes je med tremi največjimi svetovnimi izdelovalci tiskalnikov in faksimilnih naprav na običajni papir. Na evropskem tržišču je drugi največji dobavitelj tiskalnikov. 
OKI je odprl svojo prvo evropsko poslovalnico v Nemčiji leta 1974. Od leta 1988 pa obstaja hčerinsko podjetje OKI Europe Ltd, ki na Škotskem izdeluje tiskalnike za evropsko tržišce.